# آل زامل (ولد ربيع)

تعديل مصدري - تعديل

آل زامل هي إحدى قرى عزلة قيفه ال مهدي بمديرية ولد ربيع التابعة لمحافظة البيضاء، بلغ تعداد سكانها 296 نسمة حسب تعداد اليمن لعام 2004.